# Bündner Kantonsschule
Die Bündner Kantonsschule (rätoromanisch Scola chantunala grischuna, italienisch Scuola cantonale grigione, das Hauptgebäude auch bekannt als Kantonsschule Halde) in Chur ist die grösste Mittelschule des Kantons Graubünden. Sie wurde 1970 nach Plänen des Architekten Max Kasper errichtet. Sie liegt an der Alten Schanfiggerstrasse/Arosastrasse 2 in unmittelbarer Nachbarschaft zur Theologischen Hochschule Chur.

## Geschichte
Die Bündner Kantonsschule entstand 1850 aus den beiden 1804 gegründeten katholischen und evangelischen Kantonsschulen. Erster Schulleiter der letztgenannten war der reformierte Geistliche Peter Saluz. Die beide Konfessionen vereinigende Kantonsschule bezog 1850 einen Neubau. 1963 wurde ein Wettbewerb für die Erweiterung der Schule ausgeschrieben. Kasper setzte sich mit seinem Entwurf gegen Architekten wie Otto Glaus, Andres Liesch und Richard Brosi durch. Dem Heimatschützer Jürg Ragettli ist der Erhalt der Kantonsschule zu verdanken. Kaspers Schulgebäude wurde im Jahr 2010 vom örtlichen Architekturbüro Jüngling & Hagmann aufwendig saniert.
Ihrem Namen entsprechend richtet die Bündner Kantonsschule sich gemäss ihrem Bildungsauftrag auf den ganzen Kanton aus. Sie ist als schweizweit einzige der Dreisprachigkeit verpflichtet. Unterrichtet werden knapp 1050 Schüler (Stand: 2021) an den drei Abteilungen Gymnasium, Fachmittelschule und Handelsmittelschule von gut 130 Lehrern.

## Leitung
Rektor ist Philippe Benguerel (Stand 2023). Bei der Wahl des Konrektors (Werner Carigiet) und der Prorektoren (Cristina Maranta, Christina Meier, Federico Godenzi und Urs Spirig) wird stets darauf geachtet, dass möglichst alle Sprachgruppen und Subregionen des Kantons vertreten sind.

## Weinbergtreppe
Nachdem das ehemalige Lehrerseminar der Kantonsschule übertragen worden war, mussten Schüler und Lehrer oft mehrmals täglich die gut 200 Meter Luftlinie zwischen dem Gebäude bei der Plessur und dem 30 Meter höher gelegenen Schulhaus Halde über die schmale und viel befahrene St. Luzi-Strasse bewältigen. Zwecks Schaffung einer sicheren und kürzeren Wegführung wurde 2009 ein Wettbewerb ausgeschrieben, den die beiden Zürcher Architekten Philipp Esch und Stephan Sintzel gewannen.
Sie realisierten einen überdachten, 161-stufigen Treppenweg mit Schräglift für Gehbehinderte, der die Stützmauer der St. Luzi-Strasse sowie den dahinter liegenden Fels durchstösst und sich oben zum Weinberg und der Alten Schanfiggerstrasse öffnet. Mit diesem vielbeachteten Projekt setzten sich Esch und Sintzel gegen einheimische Konkurrenz wie Bearth & Deplazes, Jüngling & Hagmann oder Corinna Menn durch.

## Fotogalerie

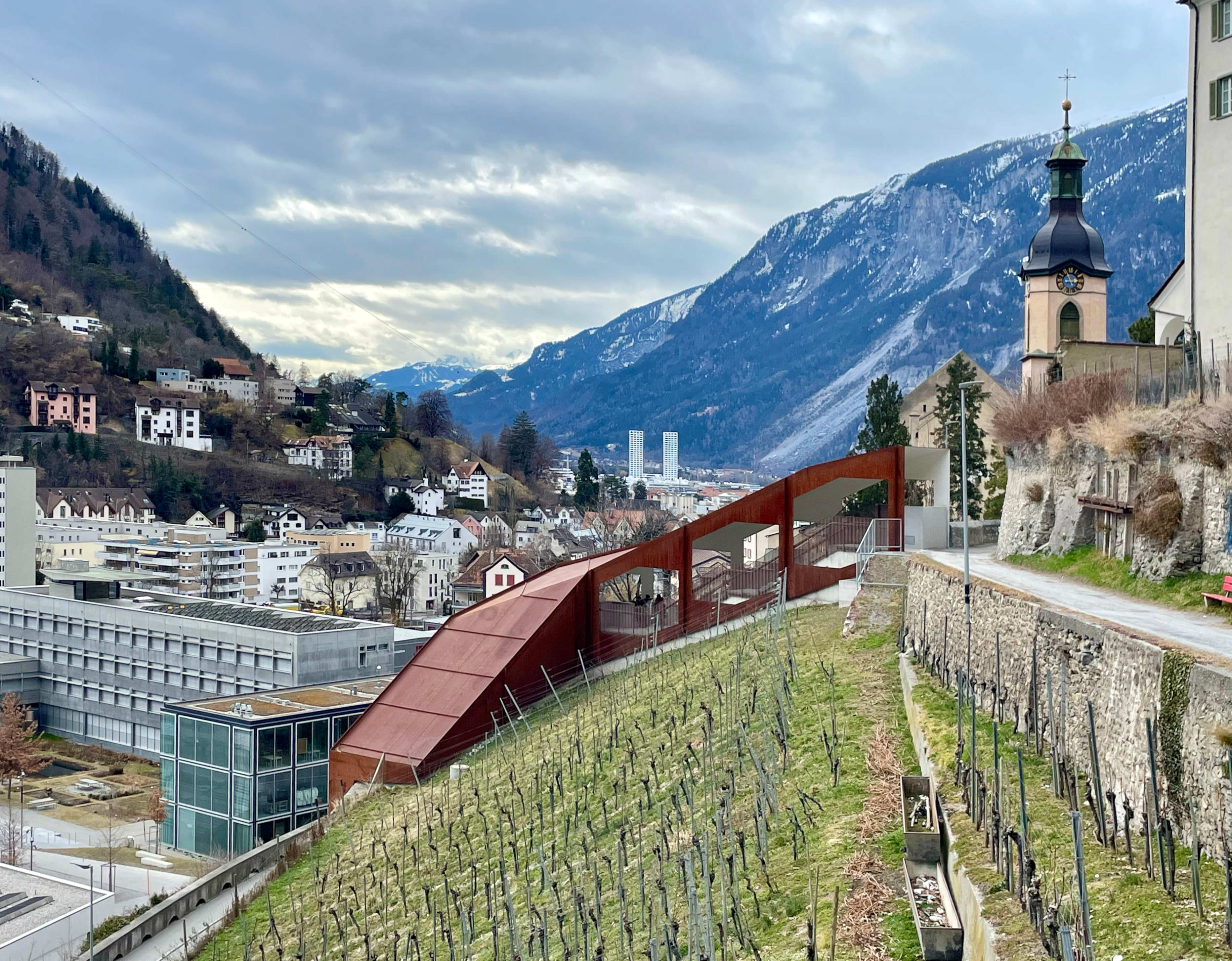
Die Weinbergtreppe an der Alten Schanfiggerstrasse
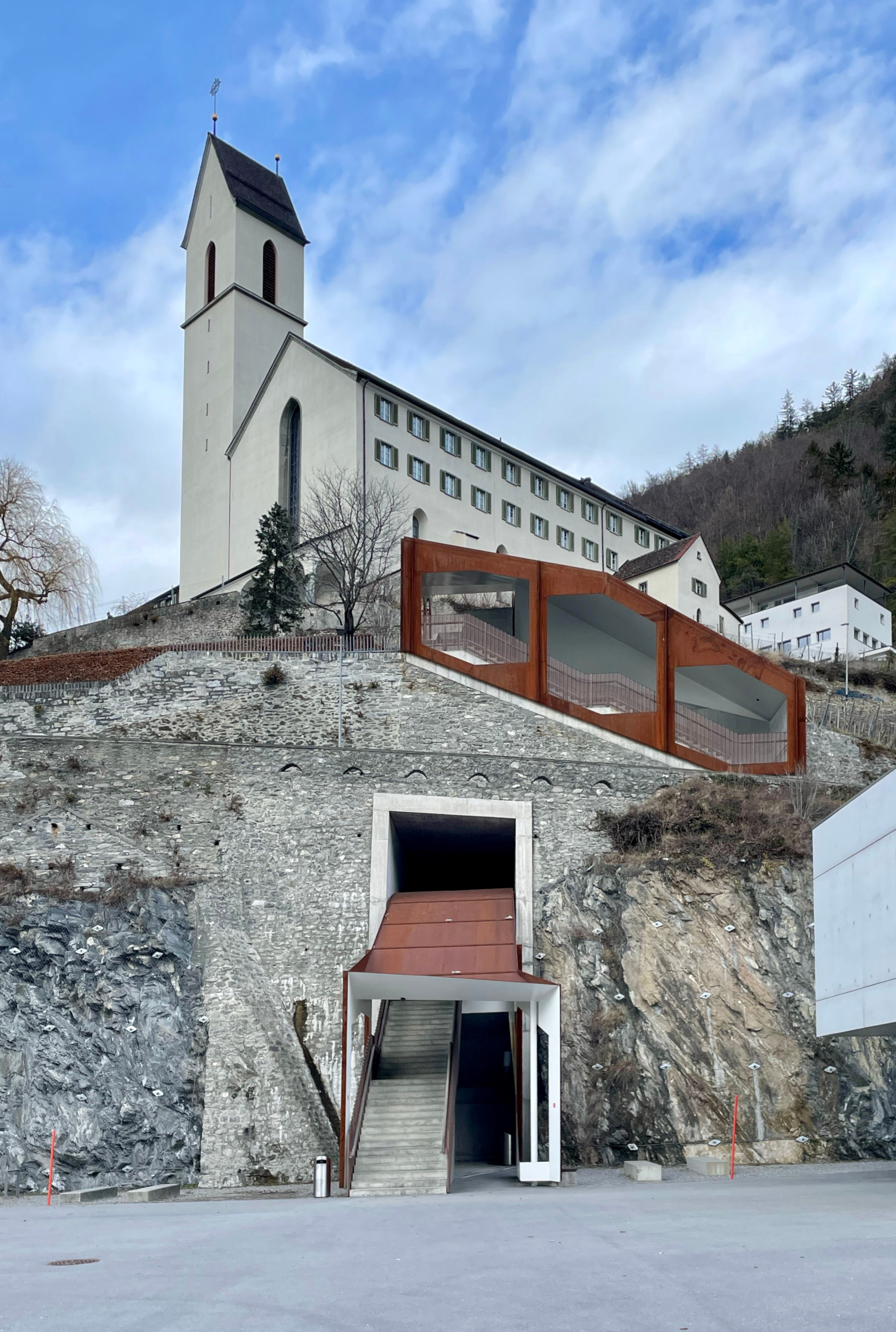
Unterer Eingang
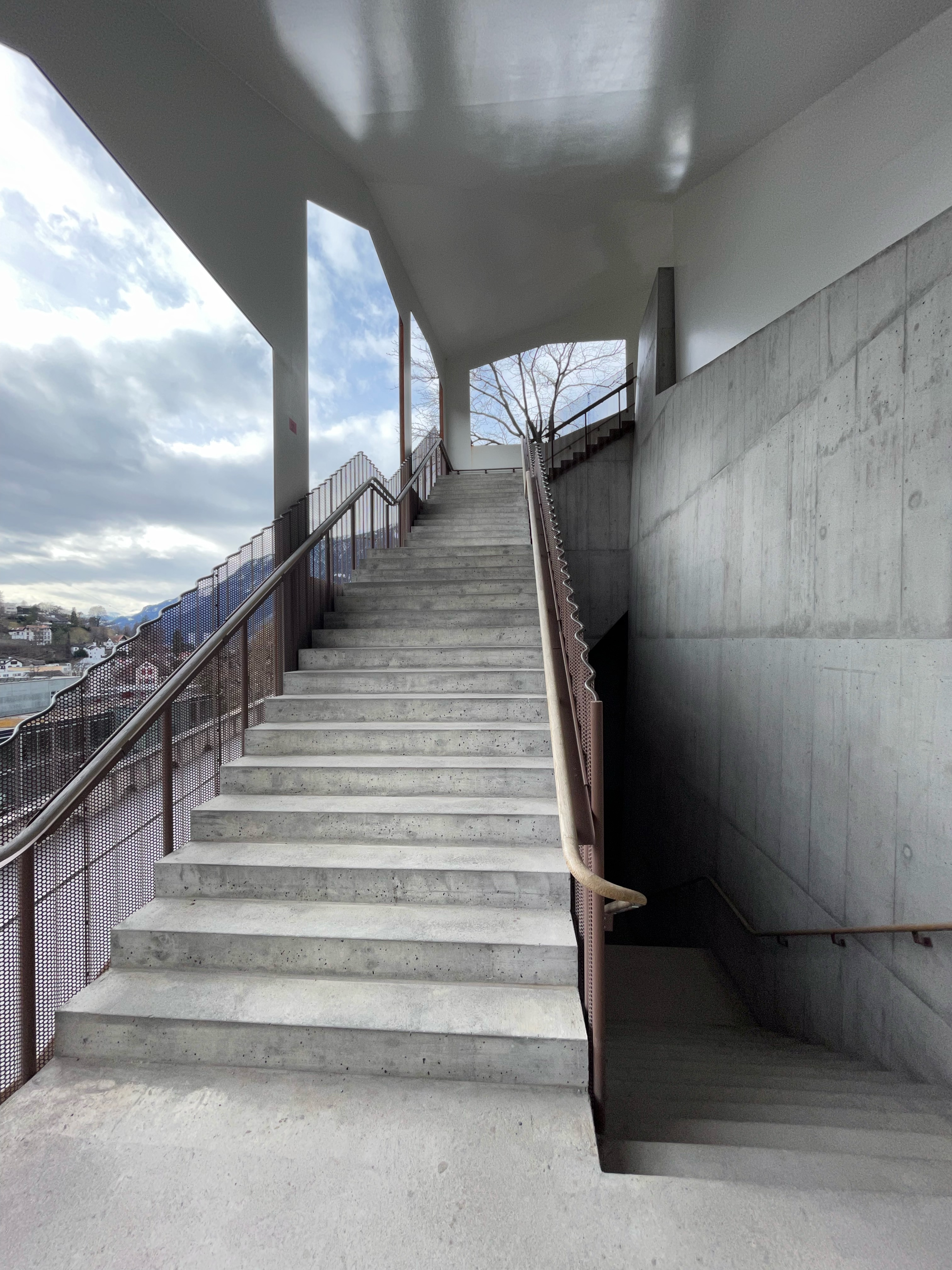
Untere Treppe
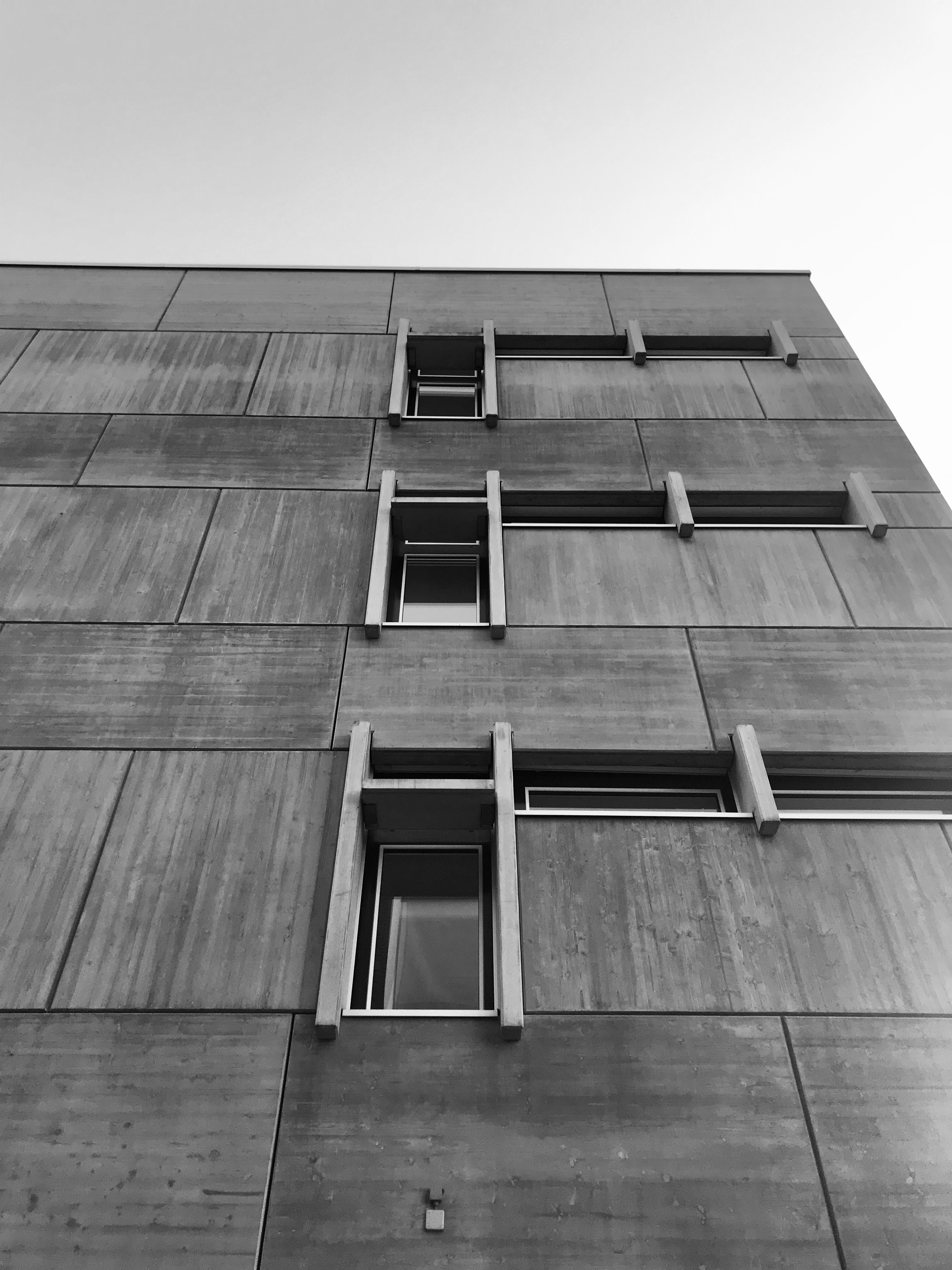
Fassade des Standortes Cleric (ehemaliges Lehrerseminar)
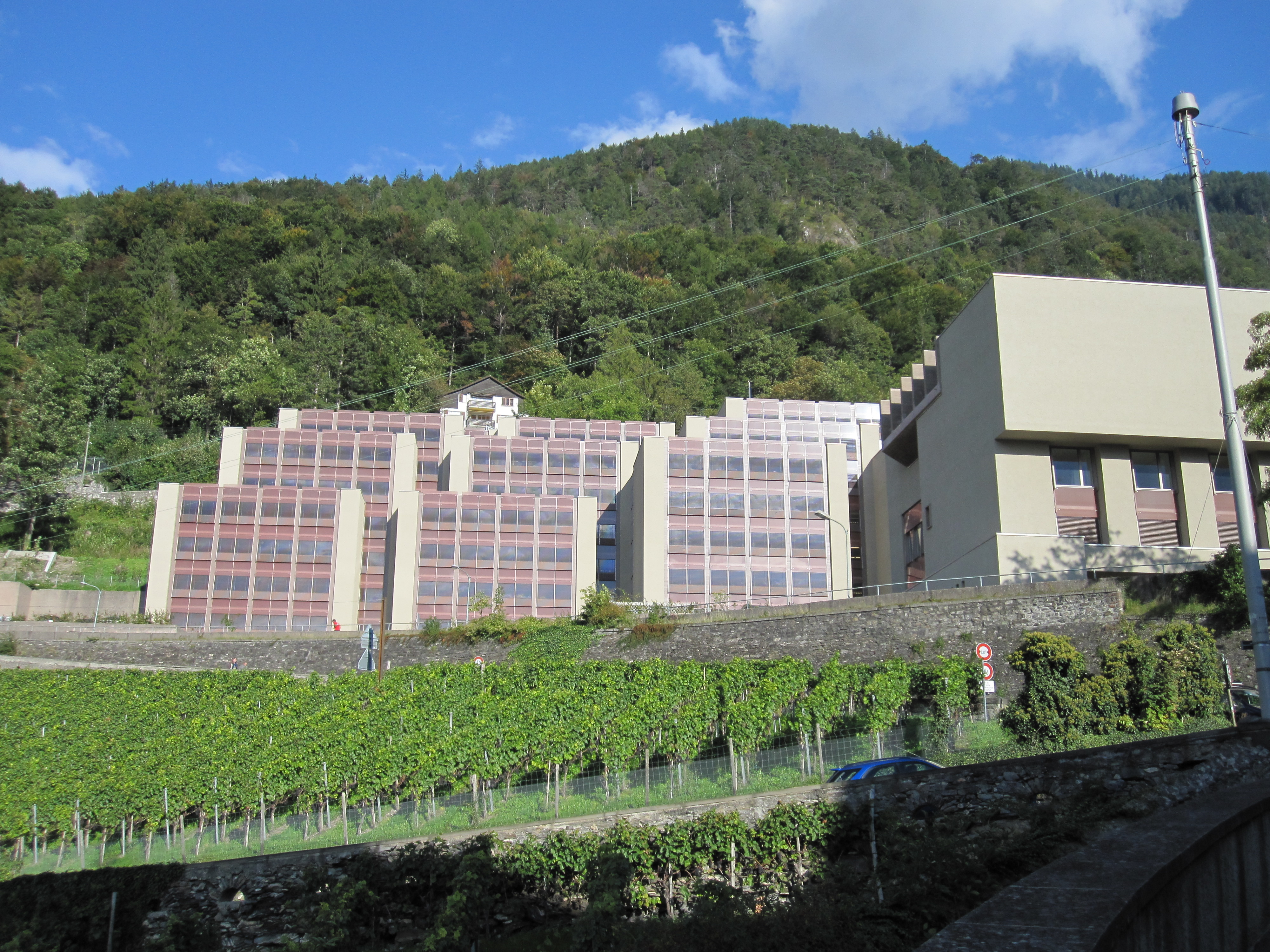
Frontalansicht des Hauptstandorts Halde
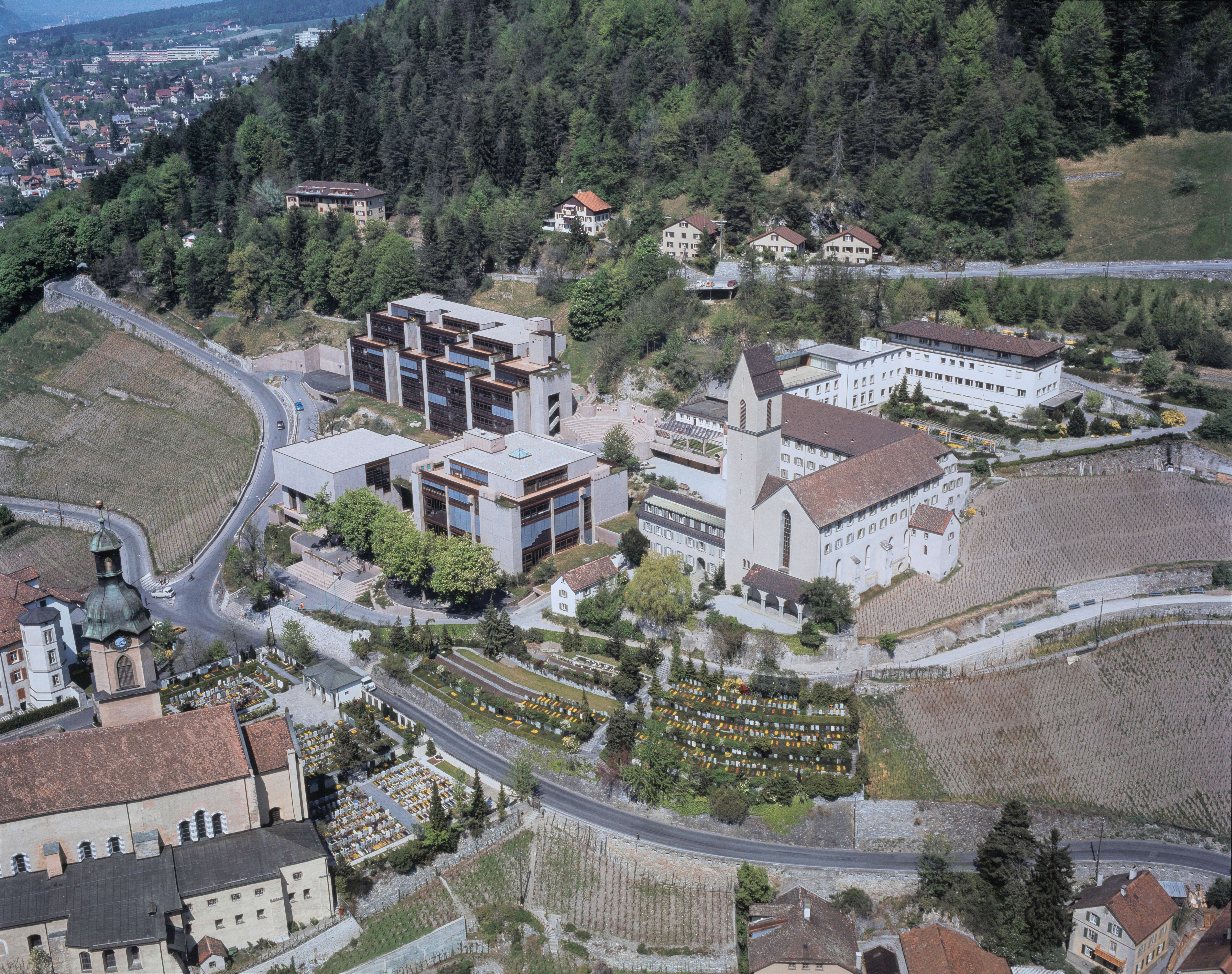
Hauptstandort Halde vor der Sanierung im Jahr 2010

## Ehemalige Schüler
| - Rudolf Olgiati - Conradin Clavuot - Iachen Ulrich Könz - Mario Cavigelli - Jon Pult - Flurin Spescha - Martin Schmid - Eveline Widmer-Schlumpf - Gudench Barblan - Martin Accola - Tino Schneider - Georg Jäger - Emil Camenisch - Andreas Walser - Peter Walser - Leonhard Herold | - Conradin Bonorand - Leonhard Meisser - Carl Camenisch - Rudolf Niculin Bezzola - Johann Anton Casparis - Flurin Darms - Andreas Rudolf von Planta - Alfred von Planta - Reto Caratsch - Paul Gottlob Kind - Claudio Soliva - Christian Rathgeb - Giovanni Netzer - Oliver Fuchs - Karl Keller-Tarnuzzer - Georg Sprecher | - Kurt Bürer - Claudio Lardi - Benedikt Fontana - Richard La Nicca - Reto Luzius Fetz - Luzi Michel - Bernhard Becker - Alois de Latour - Johann Baptista von Tscharner - Gian Saratz - Hans Hold - Corina Casanova - Eduard Walser - Richard Camenisch - Anton Cadonau | - Flurin Caviezel - Johann Anton Casparis der Ältere - Julius Dedual - Franz Peterelli - Luzius Raschein - Paul Raschein - Anton Rimathé - Matthäus Risch - Johann Albert Romedi - Peter Conradin Romedi - Alois Steinhauser - Ludwig Vieli - Dietrich Schwarz - Martin Candinas - Rudolf Hilty - Hans Christoffel |

## Ehemalige Lehrer
| - Gion Giusep Derungs - Toni Nigg - Benedikt Hartmann - Paulus Kind der Jüngere - Jon Pult | - Paul Christ - Johann Ulrich Michael - Jon Nuotclà - Johann Peter Nesemann - Robert Cantieni | - Adolf Attenhofer - Otto Barblan - Greti Caprez-Roffler - Giovanni Andrea Scartazzini - Flurin Caviezel | - Philipp Viktor Gumposch |

## Varia
Unter dem Pausenplatz der Bündner Kantonsschule liegt die archäologisch bedeutsame Stephanskapelle.